# A redoblar
«A redoblar» es una canción del grupo uruguayo Rumbo, interpretada por primera vez en 1979 y grabada en el primer álbum de la banda, Para abrir la noche, en 1980. Se convirtió en un referente del canto popular uruguayo y de la canción de protesta durante la dictadura cívico-militar de 1973-1985. 
La canción la compusieron Mauricio Ubal y Rúben Olivera. Empezó a difundirse primeramente en las actuaciones en vivo. Posteriormente, mediante la grabación del disco y la difusión en las radios, tomó una repercusión mucho más amplia. También, de manera informal, se transmitía en casetes, mezclada con otras canciones, que llegaba a las personas que estaban en el exilio o en la cárcel.

El tono de la canción trasmite un calmo llamado a la liberación de la opresión. A estos efectos, comienza con la luminosa frase «Volverá la alegría». Dado el contexto de censura, los entredichos y la simbología eran más importante que lo dicho directamente. Es así, que las personas le daban distintas interpretaciones. En el coro que dice: «porque el corazón no quiere entonar más retiradas» algunas personas interpretaban que se quería hacer referencia a «armas», porque al cantarlo se hacía un blending en «entonar más».